# Esperit (química)

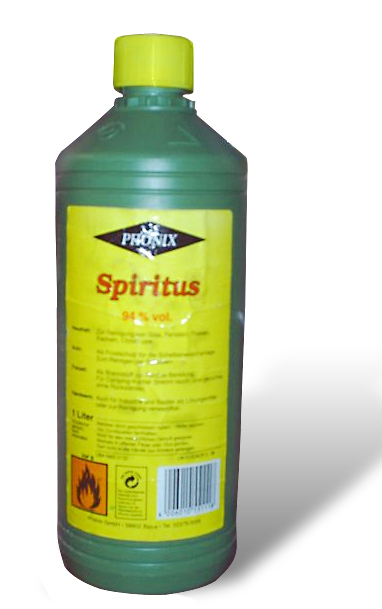
Botella d'etanol del 94 %

Esperit és el nom comú de l'etanol, que antigament era la denominació que donaven els alquimistes i els antics químics a les substàncies volàtils que consideraven la part vital d'un cos, el seu "esperit vital", el qual podia extreure's per mitjà d'operacions com la destil·lació, la sublimació o la digestió.
El 1787 es publicà el Méthode de Nomenclature Chimique dels químics francesos Louis Bernard Guyton de Morveau (1737-1816), Antoine Laurent Lavoisier (1743-1794), Claude Louis Berthollet (1748-1822) i Antoine François Fourcroy (1755-1809), on s'estableix per primera vegada un mètode sistemàtic per anomenar les substàncies químiques. En les noves regles s'eliminaren els noms d'esperit per noms relacionats amb la composició de la substància. Malgrat això se seguí emprant la denominació d'esperits fins a finals del segle XX a un nombre cada vegada més petit de substàncies.
Alguns dels esperits més coneguts pels alquimistes eren:
- Esperit, esperit de vi, esperit ardent: és una dissolució concentrada d'etanol que s'obtenia destil·lant el vi.
- Esperit de Venus, esperit de vinagre: és l'àcid acètic que s'obté en destil·lar el vinagre.
- Esperit de llenya: en destil·lar fusta s'obté el metanol.
- Esperit de vidriol: es correspon amb una dissolució concentrada d'àcid sulfúric que s'obtenia destil·lant sulfats, anomenat aleshores vidriols, com el vidriol verd, actual sulfat de ferro(II) heptahidratat.
- Esperit de trementina: és l'aiguarràs.
- Esperit silvestre: és l'àcid carbònic en dissolució.
- Esperit de sal fumant: és l'àcid clorhídric, dissolució de clorur d'hidrogen en aigua.
- Esperit de nitro fumant: és l'àcid nitrós en dissolució.
- Esperit de sofre: es correspon amb l'àcid sulfurós.[5]